# Forma quadràtica definida
En matemàtiques, i més particularmentment en àlgebra lineal,
una forma quadràtica definida és una forma quadràtica definida sobre el cos dels nombres reals que satisfà una propietat de positivitat o negativitat; es parla aleshores de forma quadràtica definida positiva o de forma quadràtica definida negativa, respectivament. El mateix concepte s'aplica a les matrius simètriques amb coeficients reals.
En el cas de coeficients complexos hi ha un concepte anàleg per a les formes hermítiques.

## Definició per a formes quadràtiques i formes hermítiques
Sigui {\displaystyle V} un espai vectorial real o complex,
{\displaystyle g\colon V\times V\to \mathbb {R} } una forma bilineal simètrica,
o bé
{\displaystyle g\colon V\times V\to \mathbb {C} } una forma hermítica.
Denotem-la per {\displaystyle (x|y)=g(x,y)}.
Recordem que en el cas real g defineix una forma quadràtica per Q(v)=(v|v), i que en el cas hermític sempre es compleix que {\displaystyle (v|v)} és real.
Es diu que g, o la forma quadràtica Q, és:
| definida positiva     | si, per a tot v diferent de zero, {\displaystyle (v\|v)>0} |
| semidefinida positiva | si, per a tot v, {\displaystyle (v\|v)\geq 0}              |
| definida negativa     | si, per a tot v diferent de zero, {\displaystyle (v\|v)<0} |
| semidefinida negativa | si, per a tot v, {\displaystyle (v\|v)\leq 0}              |
| indefinida            | si no és semidefinida                                      |
Observem doncs que la forma és indefinida sii
hi ha un u tal que {\displaystyle (u|u)<0} i un v tal que {\displaystyle (v|v)>0}.
L'única forma que és alhora semidefinida positiva i semidefinida negativa és la forma nul·la.
Una forma definida positiva es diu producte escalar. Per exemple producte escalar estàndard sobre {\displaystyle \mathbb {R} ^{n}} (o {\displaystyle \mathbb {C} ^{n}}) és definit positiu.

## Definició per a matrius simètriques i matrius hermítiques
Cada matriu A quadrada simètrica amb coeficients reals (o matriu hermítica amb coeficients complexos) defineix una forma bilineal simètrica sobre {\displaystyle V=\mathbb {R} ^{n}} (o bé una forma hermítica sobre {\displaystyle V=\mathbb {C} ^{n}}). En qualsevol dels casos es diu que la matriu és definida positiva, etc., si ho és la forma corresponent. Així doncs, en el cas real, A es diu:
| definida positiva     | si, per a tot x diferent de zero, {\displaystyle x^{\top }Ax>0} |
| semidefinida positiva | si, per a tot x, {\displaystyle x^{\top }Ax\geq 0}              |
| definida negativa     | si, per a tot x diferent de zero, {\displaystyle x^{\top }Ax<0} |
| semidefinida negativa | si, per a tot x, {\displaystyle x^{\top }Ax\leq 0}              |
| indefinida            | si no és semidefinida                                           |
on x és un vector columna arbitrari.
En el cas complex les expressions anteriors canvien lleugerament: en lloc del vector fila transposat {\displaystyle x^{\top }} cal posar el vector fila adjunt (transposat i conjugat), {\displaystyle x^{*}\;={\overline {x}}^{\top }}.

## Criteris de definició per a matrius simètriques i matrius hermítiques

### Valors propis
Una matriu quadrada simètrica (o bé hermítica) és:
| definida positiva     | si tots els seus valors propis són estrictament positius;          |
| semidefinida positiva | si tots els valors propis són més grans o iguals que zero;         |
| definida negativa     | si tots els seus valors propis són estrictament negatius;          |
| semidefinida negativa | si tots els valors propis són més petits o iguals que zero;        |
| indefinida            | si té valors propis estrictament positius i estrictament negatius. |
En principi, doncs, caldria calcular (o estimar) els valors propis de la matriu. Tanmateix, és suficient conèixer el signe d'aquests vectors propis, problema més fàcilment resoluble.

### Menors principals
Una matriu simètrica (o hermítica) {\displaystyle A} és definida positiva sii tots els seus menors principals dominants són estrictament positius. Anàlogament, com que {\displaystyle A} és definida negativa sii {\displaystyle -A} és definida positiva, resulta que {\displaystyle A} és definida negativa sii aquests menors es van alternant de signe (els d'ordre imparell són negatius i els d'ordre parell positius). Més detalladament: 
Sigui {\displaystyle A=(a_{ij})} una matriu simètrica real, o una matriu hermítica complexa. Considerem els menors principals dominants de A:
{\displaystyle \Delta _{1}=a_{11},\quad \Delta _{2}=\left|{\begin{array}{cc}a_{11}&a_{12}\\a_{21}&a_{22}\end{array}}\right|,\quad \ldots ,\quad \Delta _{n}=\left|{\begin{array}{ccc}a_{11}&\cdots &a_{1n}\\\vdots &\ddots &\vdots \\a_{n1}&\cdots &a_{nn}\end{array}}\right|}
Llavors 
- A és definida positiva sii {\displaystyle \Delta _{i}>0} per a {\displaystyle 1\leq i\leq n}.
- A és definida negativa sii {\displaystyle (-1)^{i}\Delta _{i}>0} per a {\displaystyle 1\leq i\leq n}.

Observacions
- Per a matrius semidefinides no hi ha criteri de menors principals.[1]
- Aquest criteri rep el nom de criteri de Sylvester. A vegades també s'anomena criteri de Hurwitz.

### Mètode d'eliminació de Gauss
Una matriu quadrada simètrica real {\displaystyle A=(a_{i,k})_{i,k=1}^{n}} és definida positiva quan s'hi pot aplicar el mètode de reducció de Gauss sense canvis de línia, amb pivots positius.

### Factorització de Cholesky
Una matriu simètrica {\displaystyle A} és definida positiva quan se'n pot fer una factorització de Cholesky {\displaystyle A=GG^{T}} amb {\displaystyle G} matriu triangular inferior invertible.

### Matrius amb diagonal dominant
Una matriu {\displaystyle A} simètrica, amb diagonal estrictament dominant, i amb tots els elements diagonals positius, és definida positiva.
El recíproc és fals. La matriu següent és definida positiva però no amb diagonal dominant:
{\displaystyle {\begin{pmatrix}1&2\\2&100\\\end{pmatrix}}}

## Importància
- La restricció d'una forma definida positiva a un subespai és encara definida positiva, i en particular no degenerada. Aquest fet permet descompondre l'espai en suma directa d'un subespai i el seu complement ortogonal.
- El caràcter definit d'una forma quadratica té un paper fonamental en l'estudi i classificació dels punts crítics d'una funció {\displaystyle f\colon \mathbb {R} ^{n}\to \mathbb {R} }, és a dir, en el càlcul d'extrems.